# 田中良和 (実業家)
田中 良和（たなか よしかず、1977年2月18日 - ）は、日本の実業家。ソーシャル・ネットワーキング・サービス (SNS) 「GREE」の開発者で、同サービスを運営するグリー株式会社の創業者、代表取締役社長。
経済誌フォーブスによると、2018年時点で総資産は1230億円で、日本長者番付42位。

## 経歴
東京都三鷹市出身。日本大学鶴ヶ丘高等学校を経て、日本大学法学部政治経済学科を卒業。大学卒業後、ソニーコミュニケーションネットワーク（現ソニーネットワークコミュニケーションズ）に、同社の新卒第一期生として入社。経営戦略やサービス企画の担当部署で、海外事業の支援や通信キャリアとの交渉などを行う。
2000年2月、楽天に入社。個人間オークション、ブログ（楽天ブログ）、アドネットワーク（アフィリエイトプログラム）、プロダクトレビューを始め、様々な新規コンシューマ向けインターネットサービスの企画・開発を行う。2003年の冬から個人的な趣味の一環として、SNS「GREE」の開発を開始。2004年2月にはGREEを一般公開し、個人サイトとしてサービスを開始。10月には楽天を退社する。
2004年12月に利用者の増加によって、個人での運営が困難な規模になったため、GREEの運営母体としてグリー株式会社を設立、代表取締役に就任する。2008年12月にグリーが東京証券取引所マザーズへ株式上場した後、2010年6月に東京証券取引所第一部に上場。東証一部の企業で上場時の創業者の年齢が33歳3ヶか月なのは最年少となる。
2011年12月、雑誌『GQ JAPAN』の Men of the Year 2011に選ばれる。
2012年4月、世界最大の英文ビジネス誌『フォーチュン』のAsia's 25 hottest people in businessとして紹介される。また、10月には、『フォーチュン』誌の40 Under 40で、young business starsとして、日本人では唯一紹介される。
2013年3月、雑誌『フォーブス』のThe World's 12 Most Eligible Billionaire Bachelorsとして紹介される。

## 人物
中学生の時、アルビン・トフラーの著書『パワーシフト』を読み、情報化による社会の変化と、それを生みだしていく情報通信分野に強い興味を持ったと思われる。
大学時代、米国に短期留学した際に、その大学で初めてインターネットに触れ、インターネットの普及によって劇的に社会の情報化が進んでいくことを確信。その後、NetscapeやYahoo!等の新興インターネット企業群によって、新たにインターネット産業が米国に誕生するのを見る中で、日本でも同様にインターネット産業が誕生すると考え、インターネット関連のビジネスに携わることを決意する。
米経済誌『フォーブス』が毎年発表している長者番付に度々ランクインしている。2009年、『フォーブス』アジア版が発表した「日本の富豪」40人の24位になる。これは2005年に40位に入ったライブドア元社長の堀江貴文、2008年に37位に入ったミクシィ社長の笠原健治と同じ最年少の32歳でのランク入り。総資産は8億5千万ドル（推定）。
2010年、『フォーブス』アジア版が総資産を16億ドル（推定）として、35歳以下の10億ドル以上を保有するビリオネア（相続による資産家を除く）としてアジアで1位、Facebookの創業者マーク・ザッカーバーグに次いで世界では2位として紹介した。
2011年、総資産を22億ドル（推定）として、日本で13位、世界で540位のビリオネアとして紹介した。
2012年、総資産を43億ドル（推定）として、日本で5位、世界で248位のビリオネアとして紹介した。

## ゲーム産業への考え方
フリージャーナリストの石島照代が夕刊フジで、「若い面接官」から「任天堂の倒し方、知らないでしょ？　オレらはもう知ってますよ」と言われたと記事にしたところ、いつの間にか田中の発言として広まってしまった。田中は『日経MJ』紙とのインタビュー（2018年3月23日ネットライフ面掲載）で、「そもそも、そういう発言はしていない」「任天堂のゲームで育ち、むしろ任天堂は大好きだ」と否定している。ただし、「この発言が広まったときに、グリーがユーザーの支持を得られていて、もっとユーザーに愛されていれば、『そんな発言をするはずがない』と思われていたはずだ」とグリーの好感度が良くなかったことを反省している。海外でのゲーム事業については、米国勢の優れたスタジオが生み出すハイエンド（高品質）に各国ユーザーが慣れ、日本発ゲームの世界観やストーリーが再評価されていることを挙げて、自信を示した。「任天堂の倒し方」発言を否定した後も、任天堂の業績が好調だというニュースが流れるたびに「倒し方を知っている人たちはどうしている？」とネット上では繰り返し蒸し返されているとキャリコネニュースで報じられている。
別のメディアでは、「ソーシャルゲームに似たようなものが増えている」との指摘については「（作り手）は早く変化しすぎずに、（ユーザーが）いま欲しいと思っているものを提供するべき」とした上で、「あるゲームが流行ったら、同じようなものを作りまくるべき」と語っている。

## テレビ出演
- 日経スペシャル カンブリア宮殿 すべて丸わかり！ITビジネス最前線！！（2010年6月14日、テレビ東京）[7]

## 書籍

### 著書
- 『僕が六本木に会社をつくるまで』（2005年11月3日、ベストセラーズ）ISBN 9784584189023
- 『日本人はなぜ海外で通用しないのか？ 国際競争力向上のカギはグローバル人材の育成にあり』（共著者:森和昭）（2012年4月27日、日経BPコンサルティング）ISBN 9784864430036

### 監修
- 『招待状、届きましたか？ SNS[ソーシャル・ネットワーキング・サービス]で始める新しい人脈づくり』（著者:原田和英、監修:田中良和）（2005年9月5日、ディスカヴァー・トゥエンティワン）ISBN 9784887594029